# 北京广播电视台青年频道
北京广播电视台青年频道（BRTV-青年）以“正值青春”为频道口号，关注青少年成长、打造快乐成长天地。2023年1月1日停播，停播前已经停止一切大部分节目制作，全天大部分时间以重播北京广播电视台各频道的节目为主。

## 历史
2001年12月24日，北京电视台青少频道试播，主要面向青少年、儿童。2002年1月1日，青少频道正式开播，呼号BTV-8。
2004年9月10日，北京电视台动画频道(BTV-10)开播，青少频道动画片以及相关少儿节目转移至动画频道播出。
2009年1月1日，因北京电视台完善频道名称，青少频道更名为“BTV青少”。
2011年12月11日，北京广播电视台举行新闻发布会，宣布北京广播电视台于2012年全面改版，青少频道从元旦起改为“BTV青年频道”。
2012年1月1日，北京广播电视台青年频道开播。
2021年9月23日起，北京广播电视台青年频道标识由“BTV-青年”改为“BRTV-青年”。
2023年1月1日零时，因收视率下降，北京广播电视台青年频道（歌华有线标清028頻道、高清628頻道）停止播出。

## 节目
- 北京青年
- 北京客
- 不许不开心
- 军情解码
- 探索
- 家庭幽默录像
- 谁在说
- 电视先锋榜
- 环球神奇炫
- 中国梦
- SK状元榜
- 书香北京
- 相声小品集锦
- 我是传奇
- 青春探秘者